# Station Skoppum
Station Skoppum is een station in  Skoppum in de gemeente Horten  in  Noorwegen. Het station ligt aan Vestfoldbanen. Vanaf het station loopt een zijlijn naar de haven van Horten, maar deze is sinds 2007 gesloten. Naar verwachting zal het huidige station in 2024 gesloten worden als het nieuwe tracé van Vestfoldbanen tussen Nykirke en Barkåker in gebruik wordt genomen. Skoppum krijgt dan een nieuw station aan het nieuwe tracé.